# Ayo Technology
Ayo Technology var fjärde singeln från hiphop-artisten 50 Cents tredje album Curtis som han släppte 2007. I låten medverkar Justin Timberlake och Timbaland och låten är även producerad av Timbaland.
I musikvideon medverkar alla tre.
Låten släpptes hösten 2008 i en framgångsrik coverversion av artisten Milow. Under år 2009 släpptes också en cover av Katerine.
I början på år 2010 släpptes en till version på låten av Skyla (Lucy).